# ضريح الشيخ أحمد ذاكرغورباني
ضريح الشيخ أحمد ذاكرغورباني (بالفارسية: آرامگاه شیخ احمد ذاکر گورپانی) هو ضريح تاريخي يعود إلى الدولة السلجوقية، ويقع في مقاطعة إسفراين.